# Barasa unilineata
Barasa unilineata är en fjärilsart som beskrevs av George Thomas Bethune-Baker. Barasa unilineata ingår i släktet Barasa och familjen trågspinnare. Inga underarter finns listade i Catalogue of Life.